# Российско-люксембургские отношения

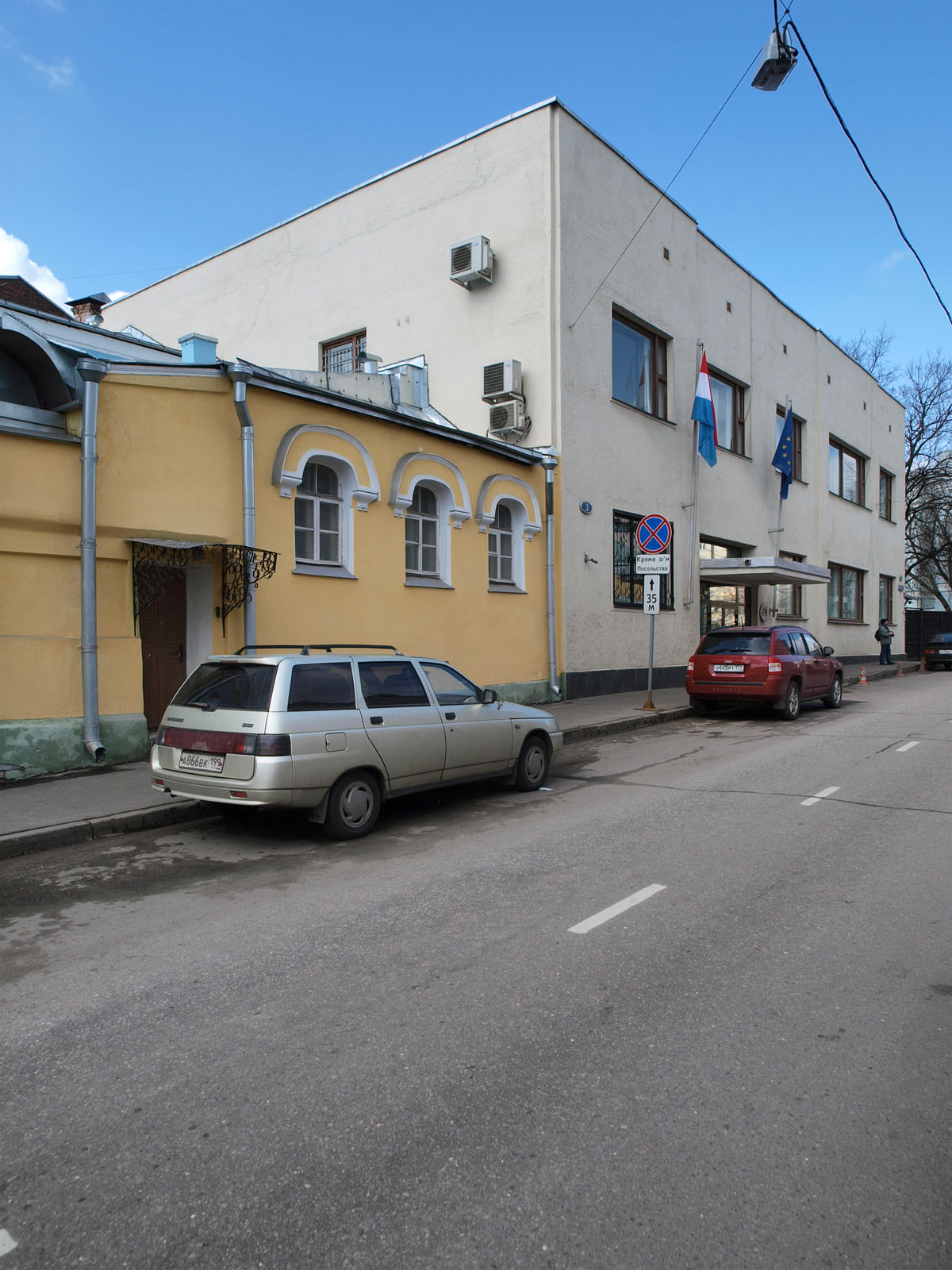
Здание посольства Люксембурга в Москве

Российско-люксембургские отношения — двусторонние внешние связи между Россией и Люксембургом. Люксембург имеет посольство в Москве и консула в Санкт-Петербурге. Россия имеет посольство в городе Люксембург.
Обе страны являются полноправными членами ОБСЕ и ООН.
Впервые в истории двухсторонних отношений президент России Владимир Путин 24 мая 2007 года посетил Люксембург. Объём торговли вырос более чем в три раза (66,6 млн дол. США в 2003 году до 228 300 000 дол. США в 2006 году). Россия и Люксембург сотрудничают в сфере финансов и энергетики.

## Рабочие из России в Люксембурге
В 1926 году около 100 семей белых эмигрантов, в основном бывшие офицеры, иммигрировали из Болгарии в Люксембург работать на предприятиях тяжёлой промышленности. 
С 1982 года РПЦ осуществляет свою деятельность в Люксембурге.
На апрель 2010 года в Люксембурге зарегистрировано 979 русских.